# 工業區位
工業區位是區位論中工廠設立的位置，用以降低成本、提高利潤的因素。由德國經濟學家阿爾弗雷德·韋伯於著作《工業區位論》中提出。

## 原料區位
原料區位。原料具時效性、體積及重量過大或容易腐壞，工廠設置於原料產地附近以降低耗損和運輸成本。例如：糖廠、魚罐頭廠、水泥廠、水產品加工廠等。

## 動力區位
動力區位。生產過程中需消耗大量電力、煤炭、石化原料等工廠，設立於動力供應價格較低廉之處。例如：煉鋁廠和發電廠等。

## 勞工區位
勞工區位。生產需要大量技術型勞工的工廠，設立於勞工價格較低廉之處或技術性勞工密集的地點，一般取決於勞動者價格、數量、素質等。如中國、東南亞。例如：紡織業、高科技工業等。

## 市場區位
市場區位。產品具有時效性，不可長時間存放或易壞，工廠設立於鄰近市場，或能快速運送至銷售地之處。例如：烘焙坊、玻璃工廠、報紙出版等。

## 交通區位
交通區位。原料的輸入及產品的輸出體積過大，運費過高，不利快速輸送至遙遠的銷售地，工廠設立於鄰近港口、貨運火車站附近。通常以海運為主，如台灣的高雄港。例如：煉鋼廠、石化工業等。

## 政策區位
政策區位。政府利用關稅或產業的協助，吸引資方於劃定區域內設廠。例如：台灣的新竹科學園區等。